# Kamień runiczny ze Sparlösy
Kamień runiczny ze Sparlösy (Vg 119) – kamień runiczny znajdujący się w szwedzkiej prowincji Västergötland. Mierzący 1,77 m wysokości zabytek pochodzi z około 800 roku.
Pierwsza wzmianka na temat istnienia kamienia pochodzi z 1669 roku, kiedy to został odnaleziony przez podróżujących przez Västergötland Eliasa Brennera, Johana Hadorpha i Petrusa Törnewalla, wbudowany w południową ścianę kościoła w Sparlösa. Po pożarze kościoła w 1684 roku rozłamano go na pół i użyto do naprawy budynku. Dopiero w 1937 roku kamień został wyjęty ze ściany, połączony i odczytany.
Kamień pokryty jest ze wszystkich czterech stron oraz na szczycie inskrypcjami runicznymi i obrazkami. 1, 3 i 4 strona zostały pokryte napisami w fuþarku młodszym, zarówno w formie krótko- jak i długogałązkowej. Tekst inskrypcji udało się odczytać jedynie połowicznie, zawiera ona wzmiankę o jakimś Æivislu Eirikssonie oraz wezwanie od osoby imieniem Alrik by czytelnik poradził się run, które mają boskie pochodzenie. Na uszkodzonej dolnej części strony 1 widnieje zarys głowy ludzkiej. Na stronie 4 znajduje się rysunek spadającej skrzydlatej istoty walczącej z długoszyim ptakiem, co prawdopodobnie symbolizuje walkę ładu z chaosem. Na stronie 2 znajduje się seria rysunków, przedstawiających od góry do dołu kolejno dom, dwa ptaki, okręt i konnego wojownika ze wzniesionym mieczem w towarzystwie dwóch zwierząt. Najprawdopodobniej jest to postać myśliwego poległego na polowaniu, który odpływa okrętem w towarzystwie dwóch kruków Odyna do Walhalli.

## Galeria

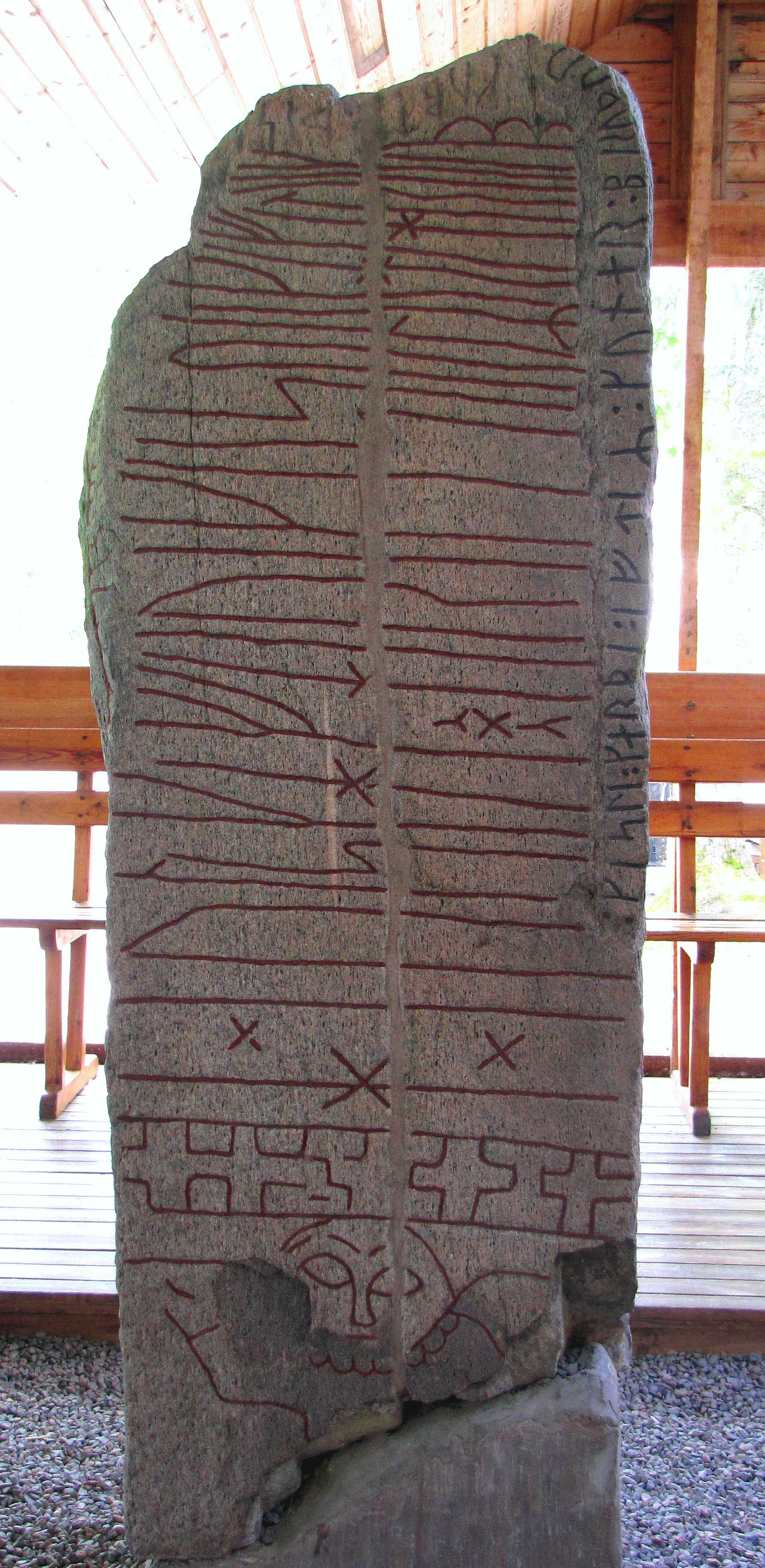
Strona 1
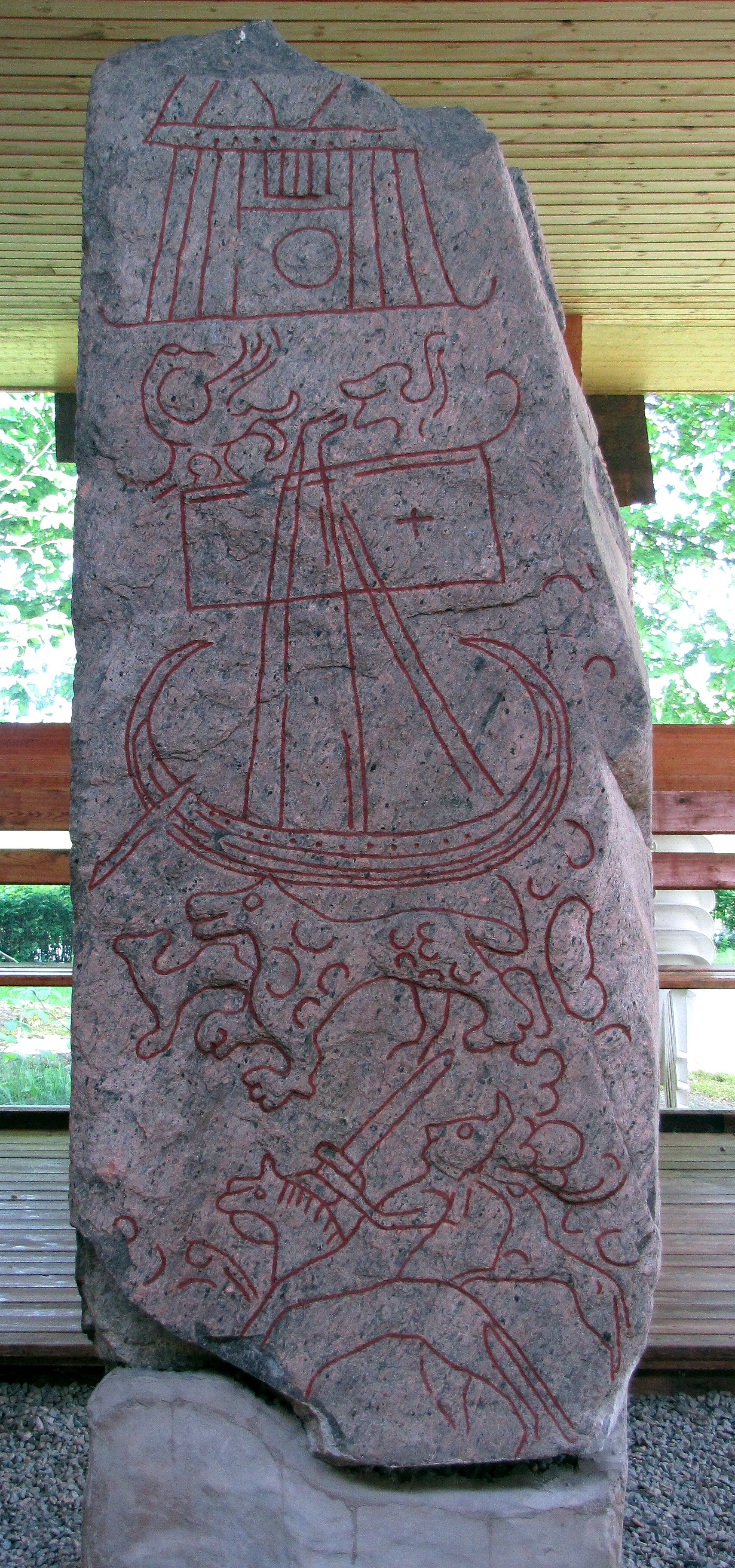
Strona 2
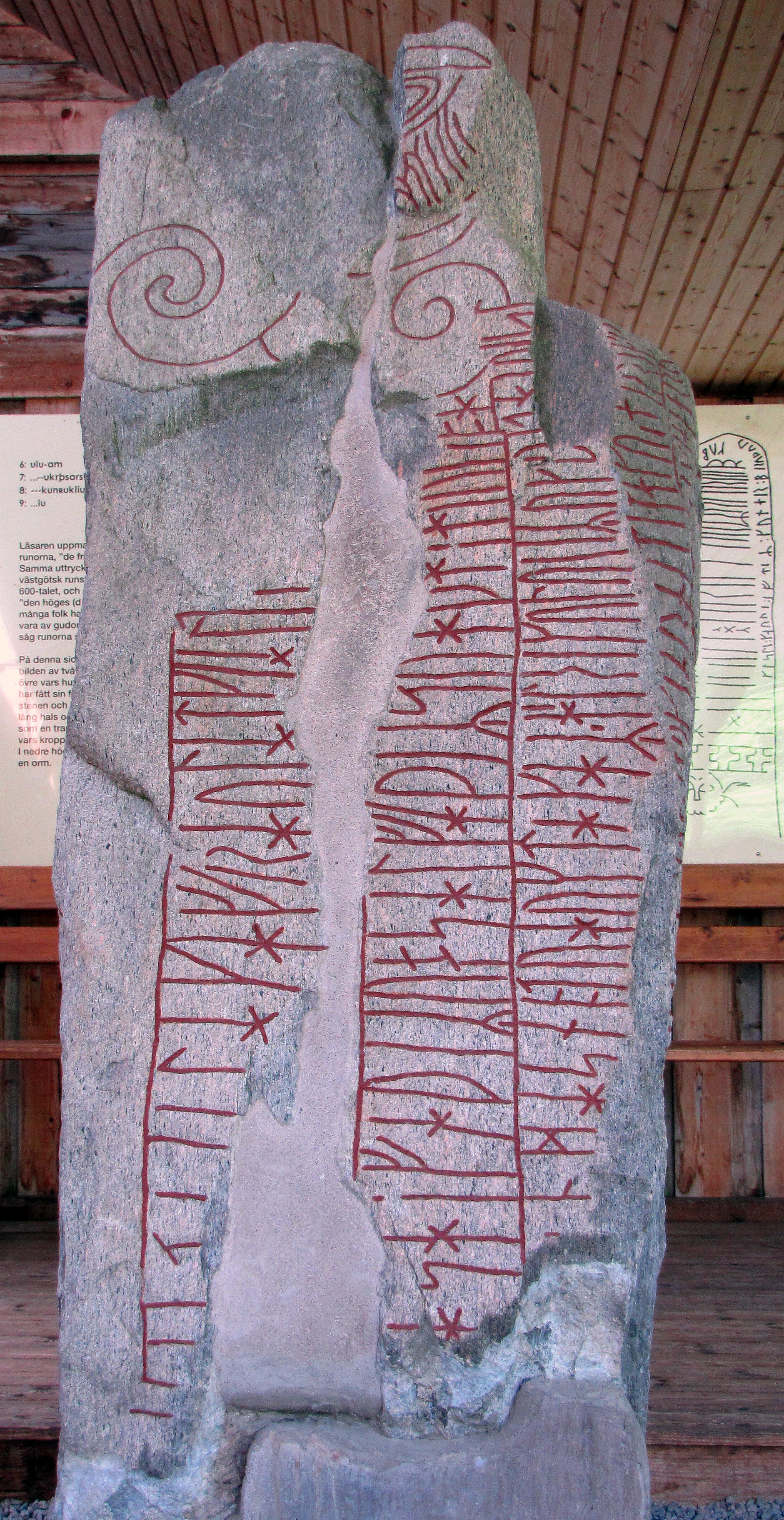
Strona 3
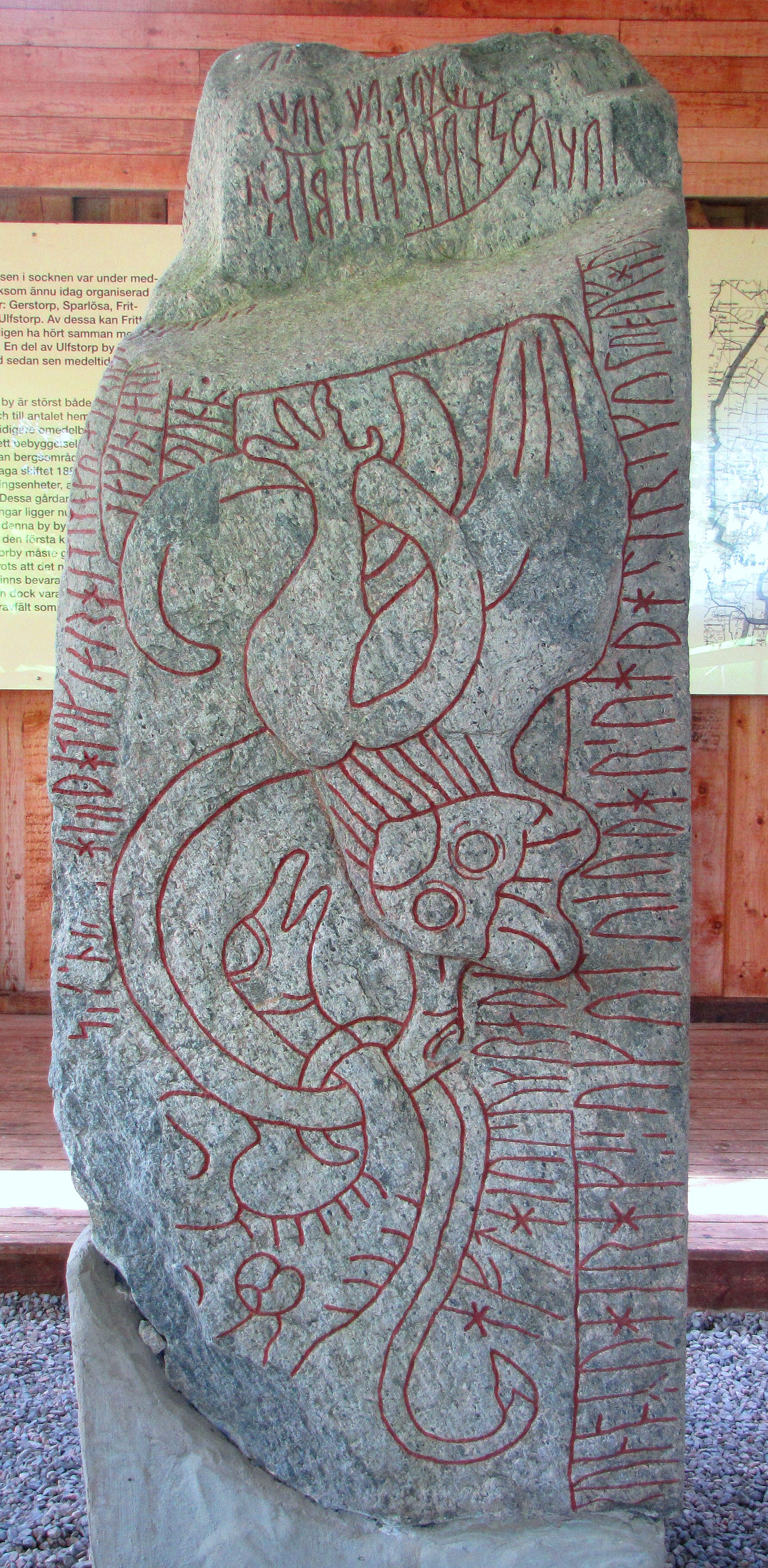
Strona 4